# Автомобільна промисловість в Індії

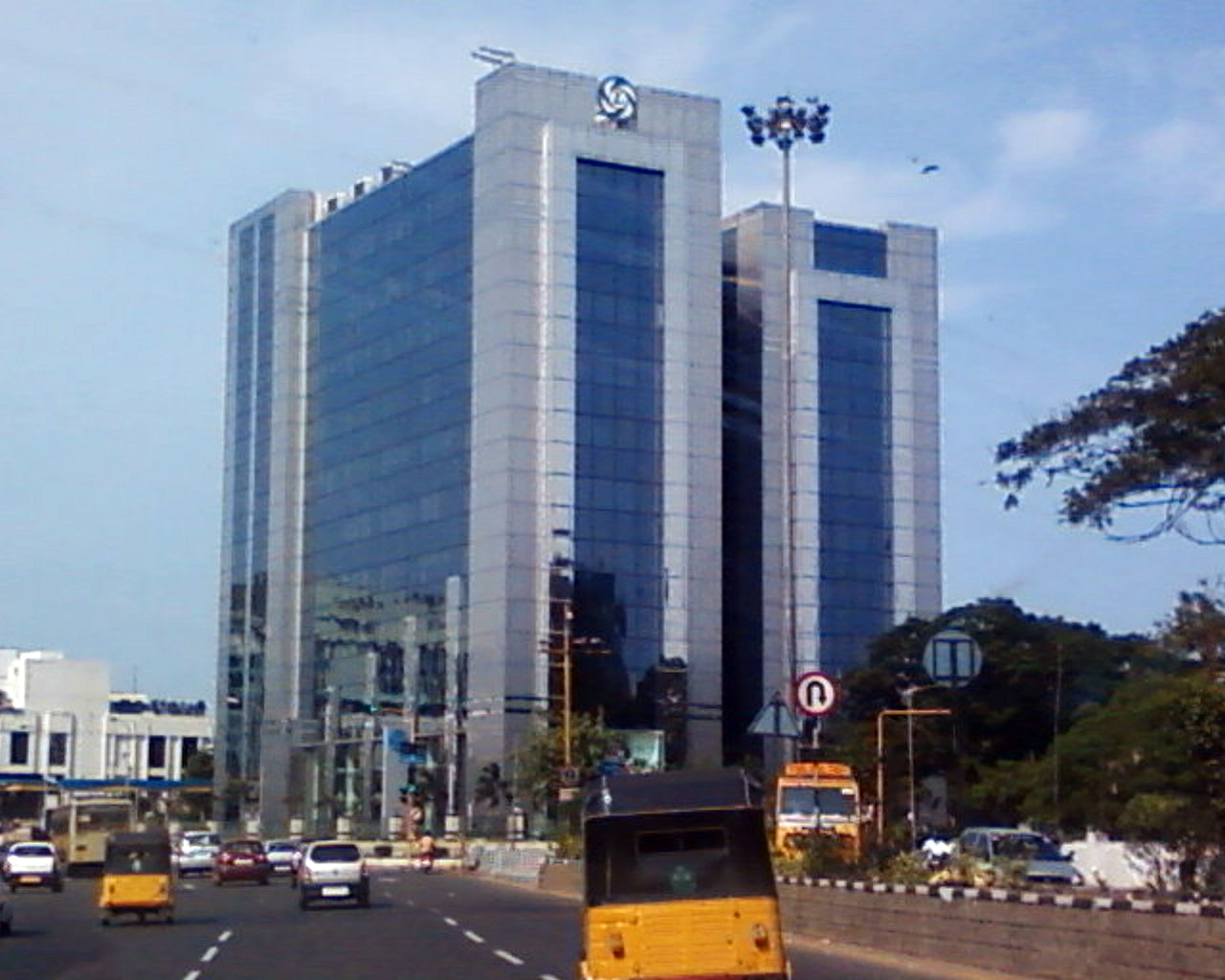
Корпоративна будівля Ashok Leyland

Автомобільна промисловість Індії — галузь економіки Індії.
Автомобільна промисловість Індії є однією з найбільших в світі та однією з найбільш швидкозростаючих у світі. За виробництвом легкових та комерційних автомобілів Індія була шостим за величиною в світі виробником. Станом на 2016 рік Індія витіснила Південну Корею і стала п'ятим за величиною в світі виробником. Станом на 2019 рік Індія є четвертим за величиною автомобільним ринком у світі, перевершивши Німеччину за рівнем продажів.
Автомобільна промисловість становить 7,1% від валового внутрішнього продукту країни (ВВП).
Загальний сегмент пасажирських автомобілів складає 13 відсотків ринку. 
Індія також є помітним експортером авто і має сильні очікування зростання експорту на найближче майбутнє. У 2014—2015 фінансових роках, експорт автомобілів виріс на 15 % порівняно з минулим роком. Крім того, деякі ініціативи уряду Індії і великих автомобільних гравців на індійському ринку, як очікується, мають зробити Індію лідером на ринку двоколісних (2W) і чотириколісних (4W) транспортних засобів в світі до 2020 року.

## Історія

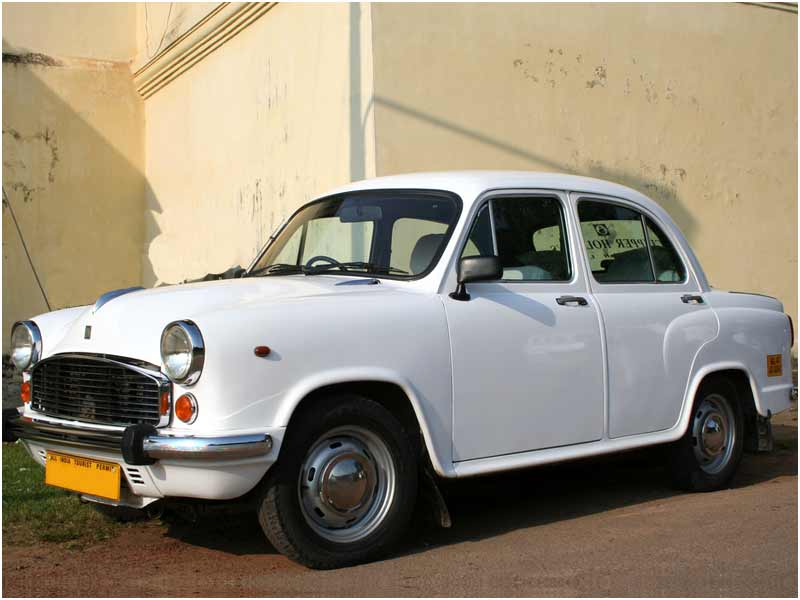
Hindustan Ambassador (1958—2014)

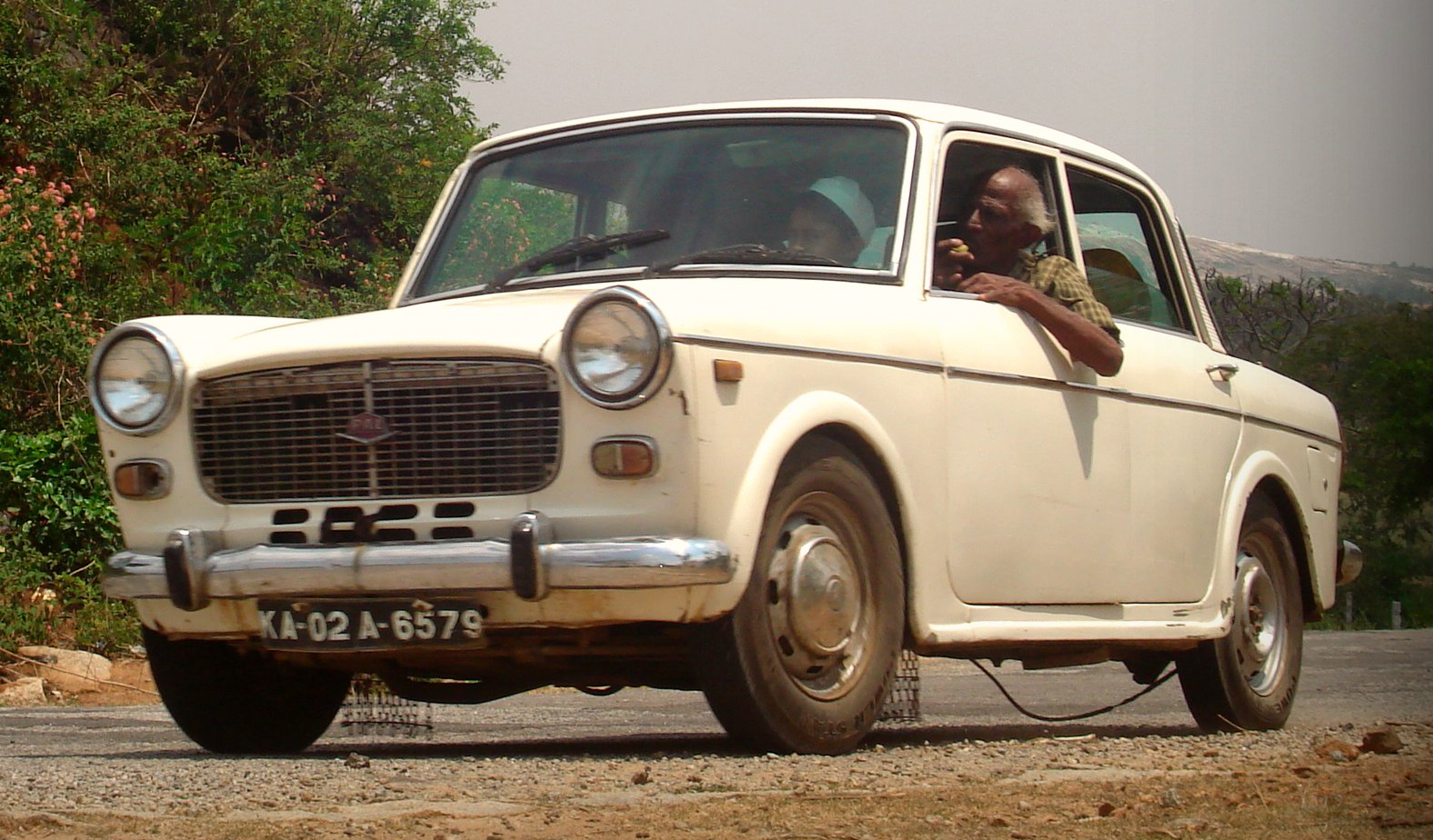
Premier Padmini (1973—1998)

### Зародження (1940—1960-ті роки)
У 1897 році, перший автомобіль побіг по індійській дорозі. Протягом 1930-х років, автомобілі тільки імпортувались і в невеликих кількостях.
Ембріональна автомобільна промисловість виникла в Індії в 1940-х роках. Hindustan Motors був запущений в 1942 році, довгочасний конкурент Premier Automobiles Limited в 1944 році, виробляючи автомобілі Chrysler, Dodge і Fiat відповідно. Mahindra & Mahindra була заснована двома братами в 1945 році і почала складання вантажних автомобілів Jeep CJ-3A. 
Після отримання незалежності в 1947 році, уряд Індії та приватний сектор почали зусилля зі створення автомобільних компонентів виробничої промисловості на постачання для автомобільної промисловості. 
У 1953 році була запущена програма імпортозаміщення, а імпорт повністю складених автомобілів почав бути обмеженим.
У 1952 році уряд призначив першу Тарифну комісію, однією з цілей якої було вийти з техніко-економічного плану по коренізації індійської автомобільної промисловості. У 1954 році після імплементації Тарифної комісії, General Motors, Ford і Rootes Group, які мали тільки складальні заводи в Мумбаї, вирішили покинути ринок Індії.
Три виробники легкових авто:
- Hindustan Motors, Калькутта — технічне співробітництво з Morris Motors для виробництва моделі Morris Oxford, яка пізніше стали іменуватись Hindustan Ambassador.

- Premier Automobiles, Бомбей — технічне співробітництво з Chrysler  для виробництва моделей Dodge, Plymouth і DeSoto, а також з Fiat для виготовлення моделі Fiat 1100D, яка пізніше виготовлялась під назвою Premier Padmini.

- Standard Motor Products of India, Мадрас — технічне співробітництво з Standard-Triumph для виробництва моделей Standard Vanguard, Standard 8, Standard 10 і пізніше Standard Herald.

### Зростання (1970—1980-ті роки)

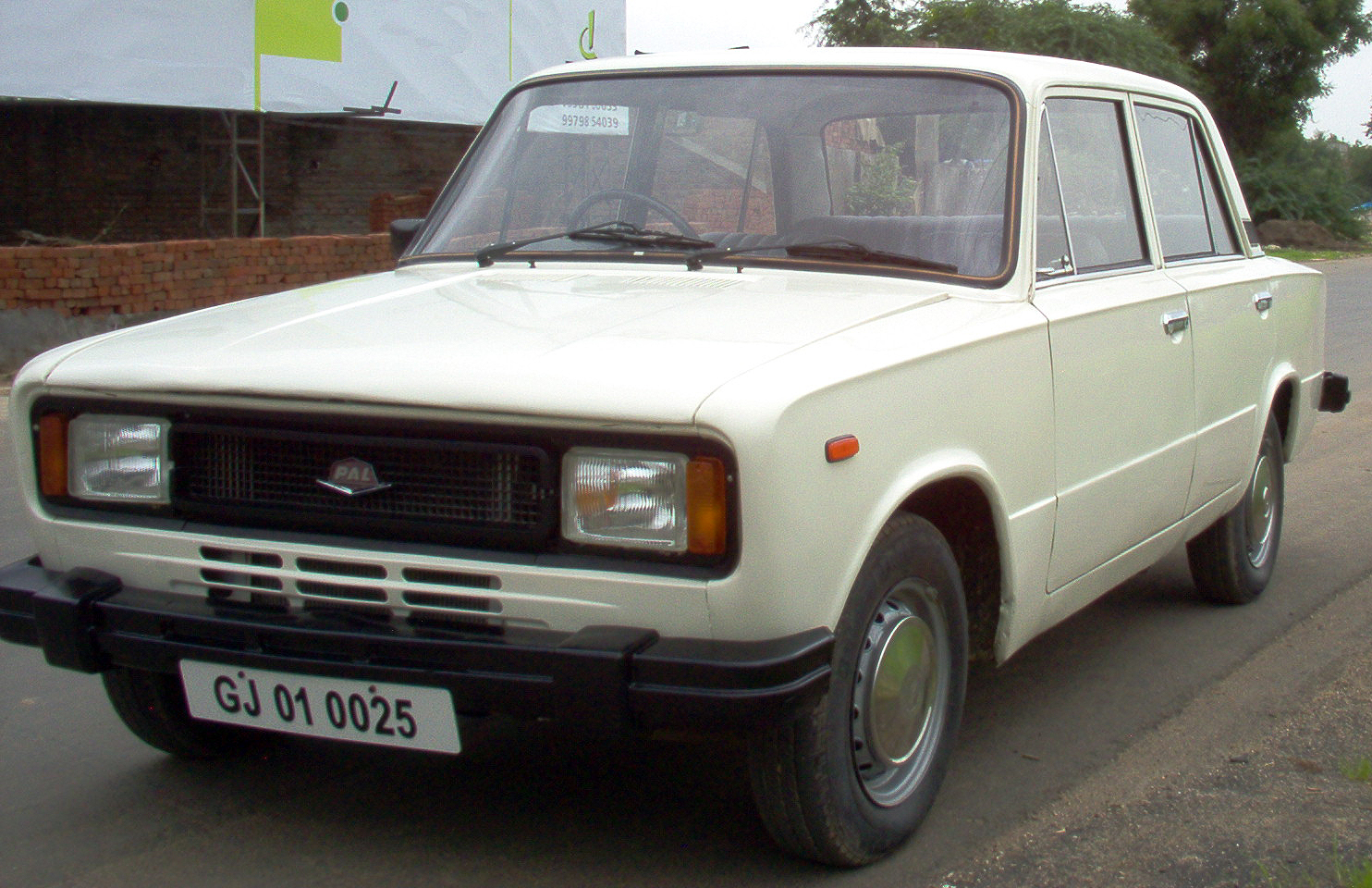
Premier 118NE (1985—2001)

Зростання було відносно повільним в 1950-ті і 1960-ті роки.
Початок 1970-х років мав певний потенціал зростання, і більшість ліцензійних угод про співробітництво закінчилися, але з можливістю продовження виробництва під новим брендом. Автомобілі все ще призначались для еліти, а джипи в значній мірі використовувались урядовими організаціями та в сільській місцевості. У сегментах комерційних автомобілів до кінця десятиліття були впроваджені деякі розробки для покращення вантажних переміщень. Сегмент двоколісних транспортних засобів залишився незмінним, за винятком збільшення продажів у містах серед середнього класу. Але більший показник був цільовим для сільськогосподарських тракторів, оскільки Індія почала нову "зелену революцію". 
Але після 1970 року, з обмеженнями на імпорт автотранспортних засобів, автомобільна промисловість почала рости; проте зростання в основному було обумовлено тракторами, комерційними автомобілями та скутерами. Автомобілі все ще залишалися великим предметом розкоші. У 1970-х років контроль цін було остаточно знято, включивши конкурентоспроможний елемент на автомобільний ринок. Проте до 1980-х років на автомобільному ринку домінували Hindustan і Premier, які продавали автомобілі, які продавалися заздалегідь, у досить обмежених кількостях. Протягом вісімдесятих років на ринок почали надходити кілька конкурентів.
Наприкінці 1970-х і початку 1980-х років не було нових моделей, а країна продовжувала випускати автомобілі старих конструкцій. Це змусило уряд заохотити і дозволити виробникам вступити в боротьбу.

### Сучасний стан (1990—2010-ті роки)

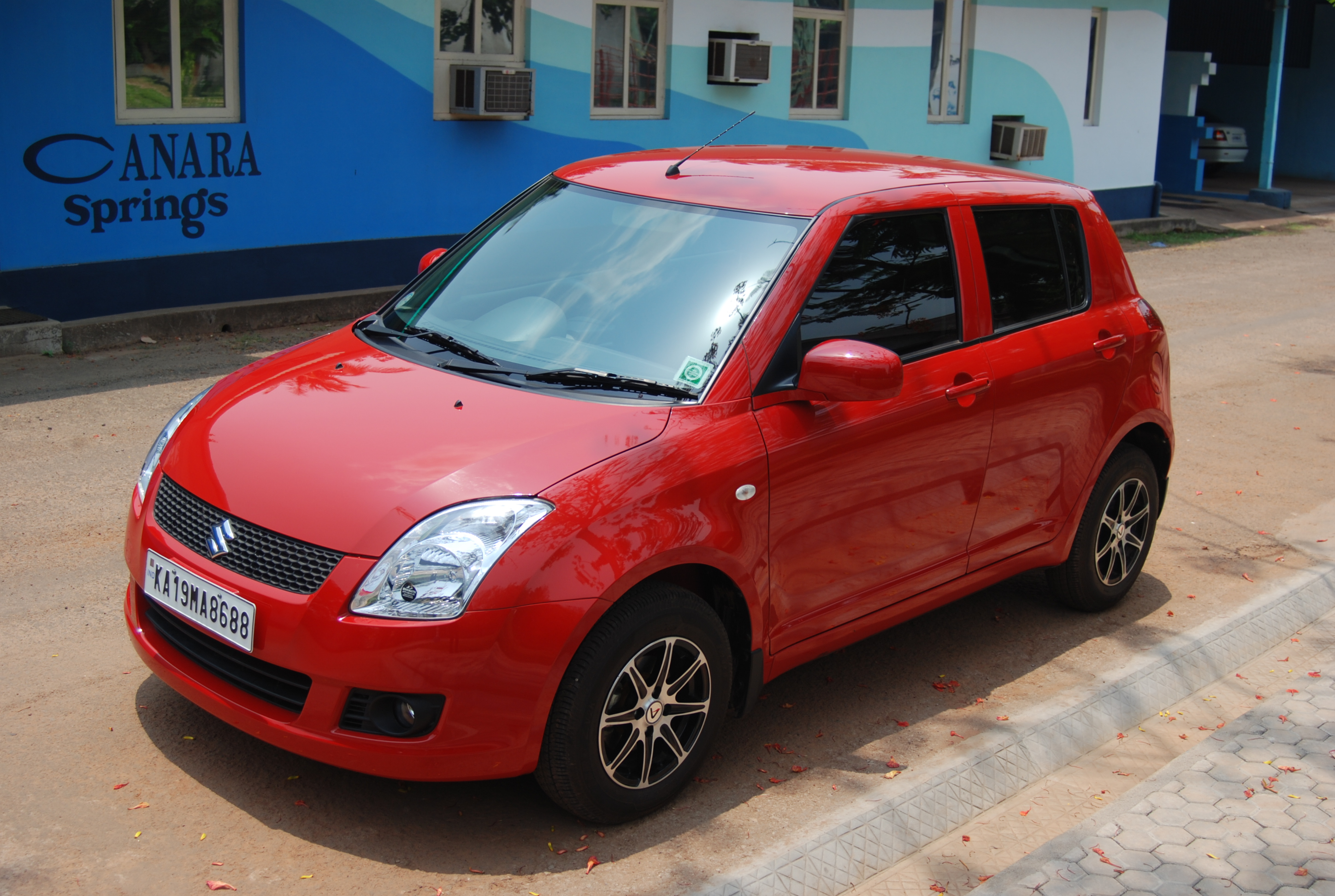
Maruti Suzuki Swift (2005—2010)

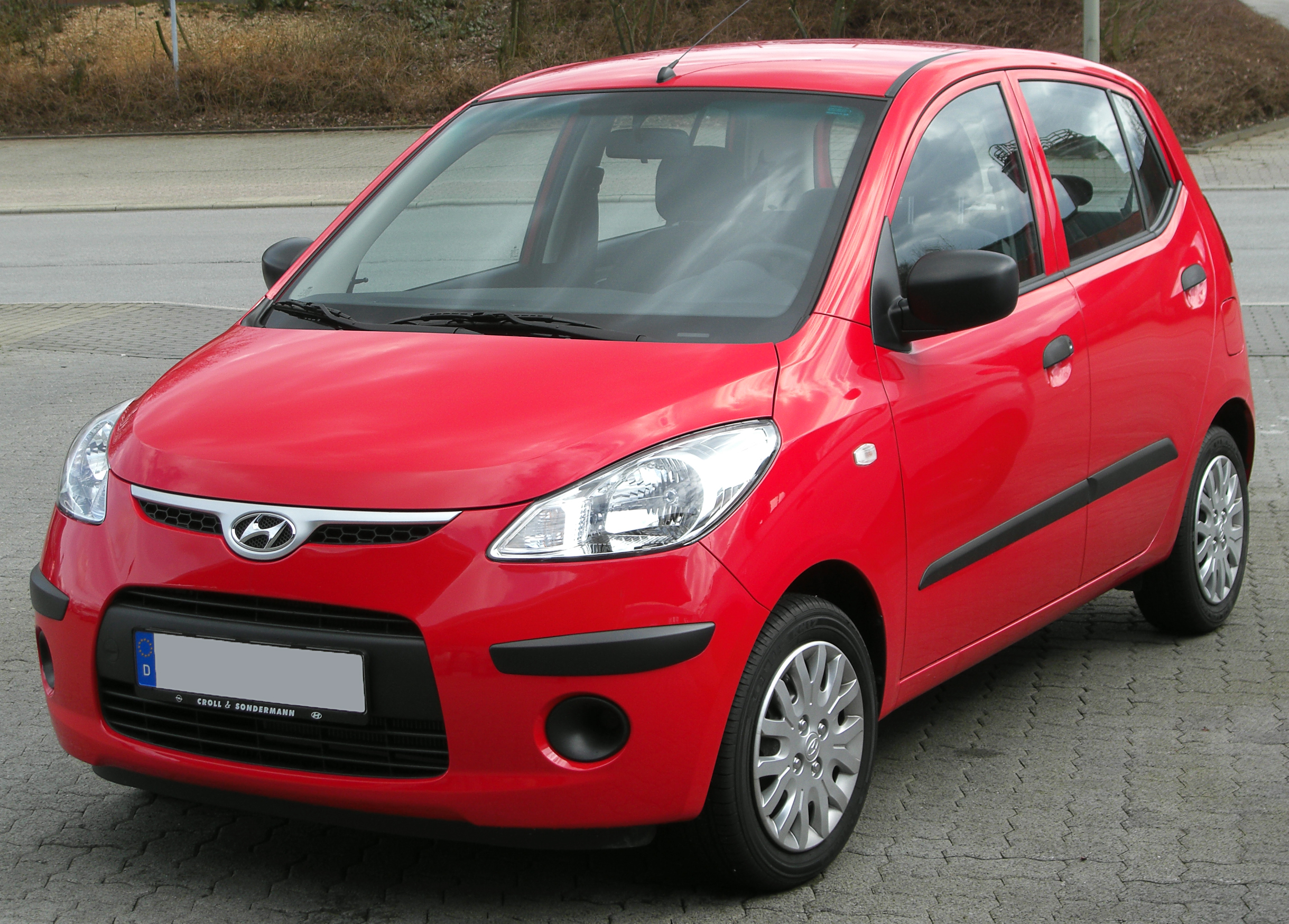
Hyundai i10 (2007—2013)

Зрештою, міжнародним автовиробникам, таким як, Suzuki і Toyota з Японії та Hyundai з Південної Кореї, було дозволено інвестувати в індійський ринок, сприяючи створенню автомобільної промисловості в Індії. Maruti Suzuki був першим, і найуспішнішим з них і почасти результатом урядової політики щодо сприяння автомобільній промисловості, починаючи з 1980-х років. Коли Індія почала лібералізувати автомобільний ринок в 1991 році, ряд зарубіжних фірм також ініціювали створення спільних підприємств з існуючими індійськими компаніями. Різноманітність варіантів, доступних для споживача почали розмножуватися в 1990-х роках, тоді як до того, зазвичай був тільки один з варіантів в кожному ціновому класі. До 2000 року було зареєстровано 12 великих автомобільних компаній на індійському ринку, більшість з них є відгалуженнями глобальних компаній.

## Експорт
Індійський експорт автомобілів зростав послідовно та досяг 4,5 млрд. $ в 2009 році. Сполучене Королівство є найбільшим експортним ринком Індії, за нею йдуть Італія, Німеччина, Нідерланди та Південна Африка.

### Топ-10 напрямків експорту
Індія експортувала автомобілів на 14,5 млрд. $ в 2014 році. Нижченаведені 10 країн імпортували 47,8% від загальної суми.
| Позиція | Країна                     | Вартість (доларів США ($)) | Відсоток |
| ------- | -------------------------- | -------------------------- | -------- |
| 1       | Сполучені Штати Америки    | 1.2 млрд $                 | 8.4%     |
| 2       | Мексика                    | 1 млрд $                   | 6.9%     |
| 3       | Південна Африка            | 888.8 млн $                | 6.1%     |
| 4       | Велика Британія            | 637.4 млн $                | 4.4%     |
| 5       | Шрі Ланка                  | 596.9 млн $                | 4.1%     |
| 6       | Бангладеш                  | 592.1 млн $                | 4.1%     |
| 7       | Туреччина                  | 580.4 млн $                | 4%       |
| 8       | Нігерія                    | 546.8 млн $                | 3.8%     |
| 9       | Об'єднані Арабські Емірати | 433.6 млн $                | 3%       |
| 10      | Колумбія                   | 428.9 млн $                | 3%       |

## Виробники
Це є список автомобілів, які офіційно доступні і обслуговуються в Індії. У той час як інші автомобілі можуть бути імпортовані в країну на 105 % імпортного мита, автовиробники, такі як Alfa Romeo, McLaren, Pagani, Cadillac, Chrysler, SSC, Lincoln, Zenvo, SEAT, Smart, Daihatsu, Lexus, Infiniti, Acura, Saab, Spyker, Lotus, Ariel, Caterham, Peugeot-Citroën, Mazda, Jeep, Kia, та Proton є на різних стадіях офіційного представлення в індійській автомобільної промисловості.

### Топ-10 найбільших автомобільних виробничих компаній в Індії

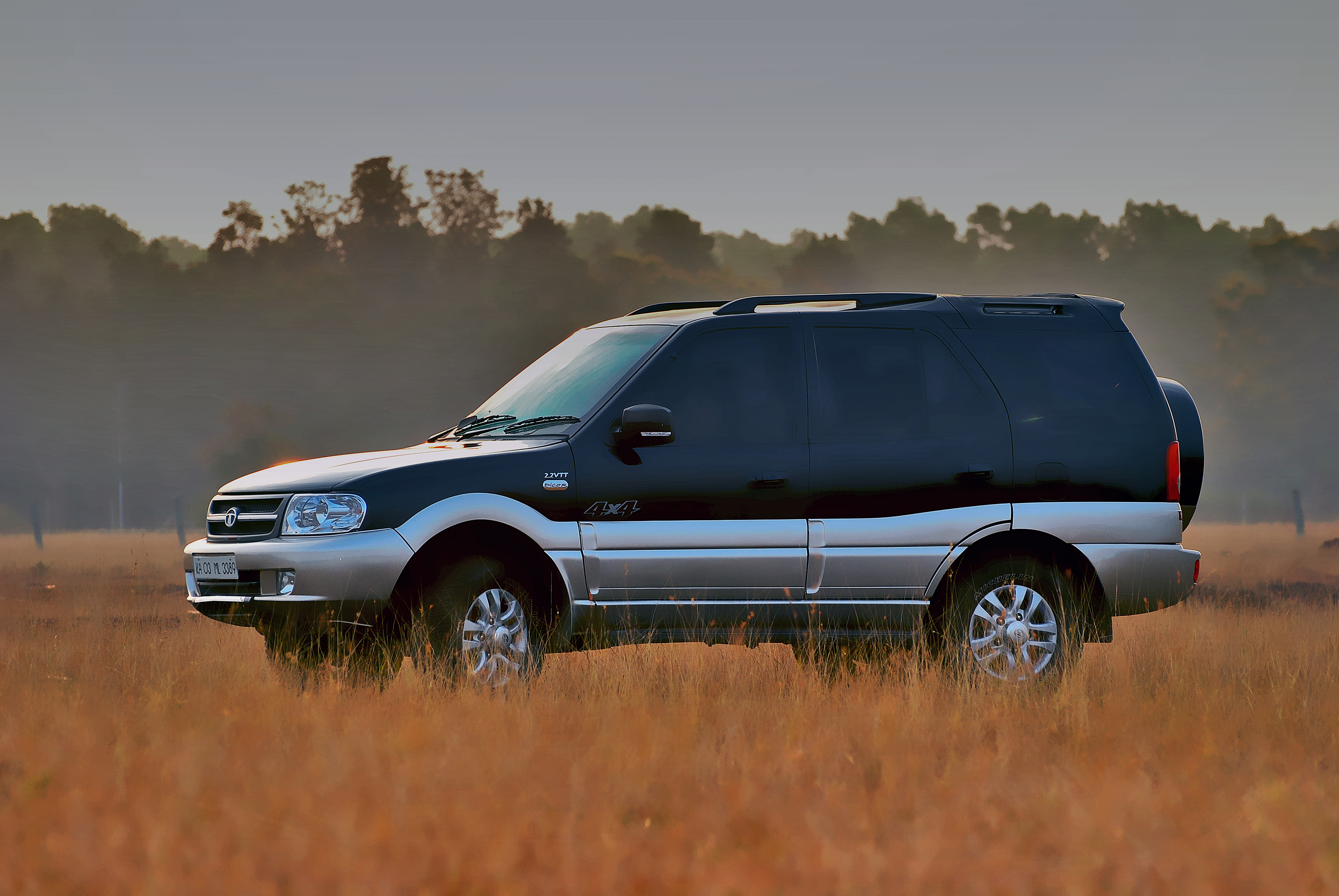
Tata Safari (1998—...)

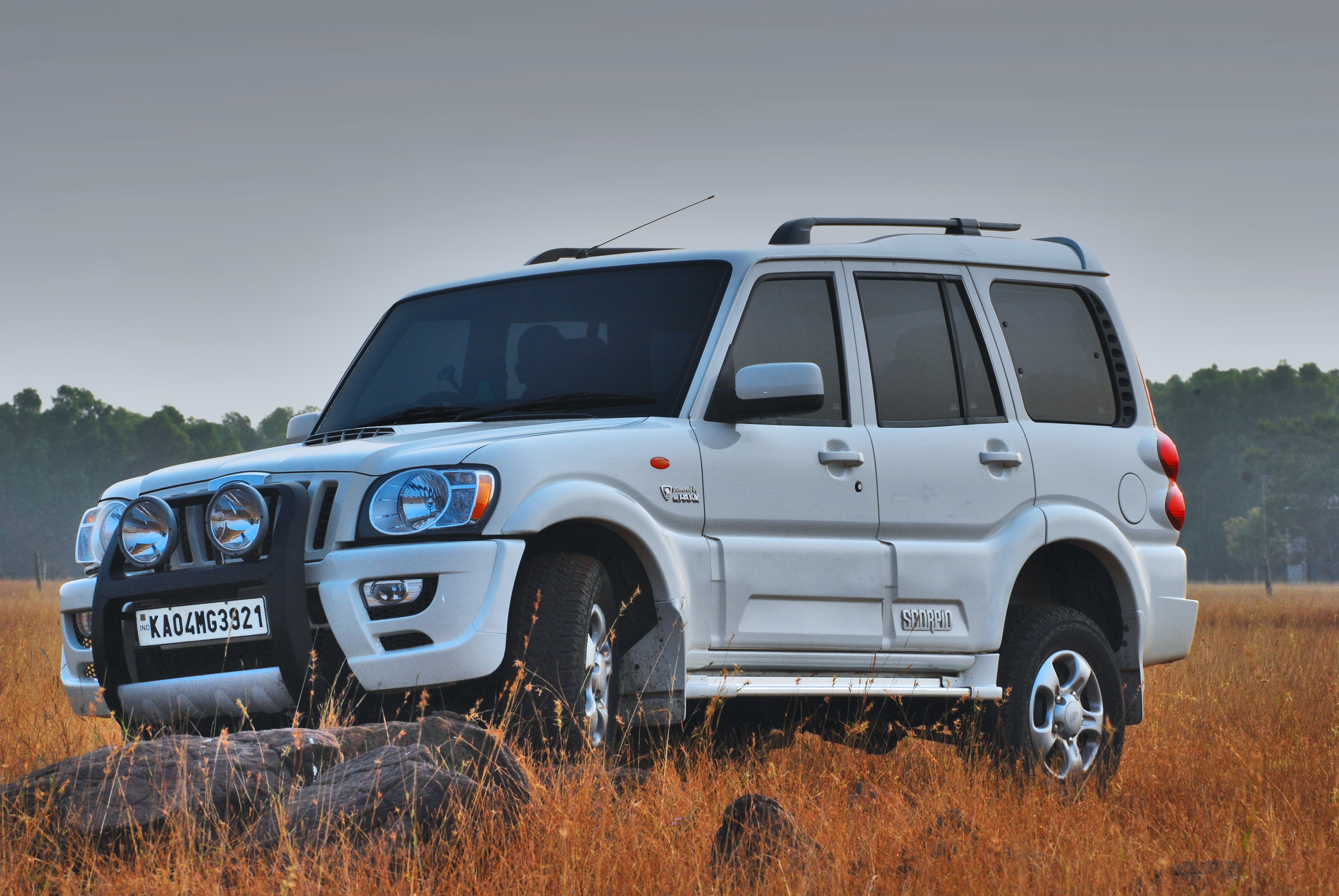
Mahindra Scorpio (2002—...)

Список найбільших автомобільних виробничих компаній в Індії.
- 1. Tata Motors
- 2. Mahindra & Mahindra Limited
- 3. Maruti Suzuki
- 4. Hero MotoCorp
- 5. Bajaj Auto
- 6. Ashok Leyland
- 7. Hyundai Motor India
- 8. TVS Motor Company
- 9. Eicher Motors
- 10. Force Motors

### Індійські автомобільні компанії
- Chinkara Motors:[31] Beachster, Hammer, Roadster 1.8S, Rockster, Jeepster, Sailster
- Force Motors (раніше відома як Tempo): One
- Hindustan Motors:[32] Ambassador
- Hradyesh:[33]Morris Street[34]
- ICML [Архівовано 19 листопада 2016 у Wayback Machine.]:[35] Rhino Rx
- Mahindra:[36] Major, Bolero, Scorpio, Thar, Xylo, Quanto, Verito, Verito Vibe, Genio, XUV500, e2o, TUV300, KUV100, Mahindra NuvoSport/NuvoSport.
- Premier Automobiles Limited:[37] Sigma, RiO
- San Motors:[38] Storm
- Maruti Suzuki (дочірня компанія японського автовиробника Suzuki)[39][40] 800, Alto, Alto800, WagonR, Estilo, A-star, Ritz, Swift, Swift DZire, SX4, Omni, Eeco, Gypsy, Ertiga, Celerio, Ciaz
- Tata Motors:[41] Nano, Indica, Vista, Indigo, Manza, Indigo CS, Sumo, Grande, Venture, Safari, Xenon, Aria, Zest, Bolt

### Неіснуючі індійські автомобільні компанії
- Sipani Automobiles
- Standard Motor Products of India

### Іноземні автомобільні компанії в Індії

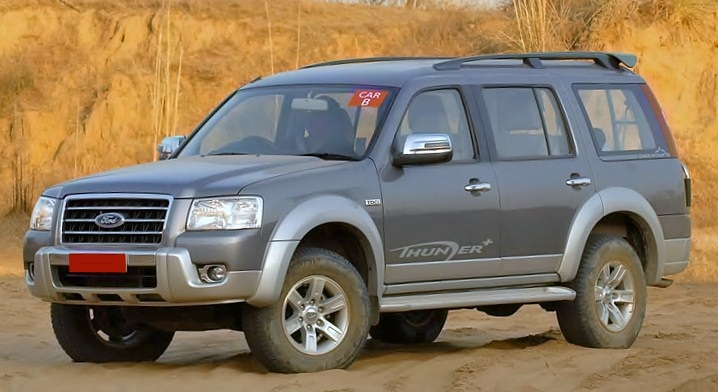
Ford Endeavour

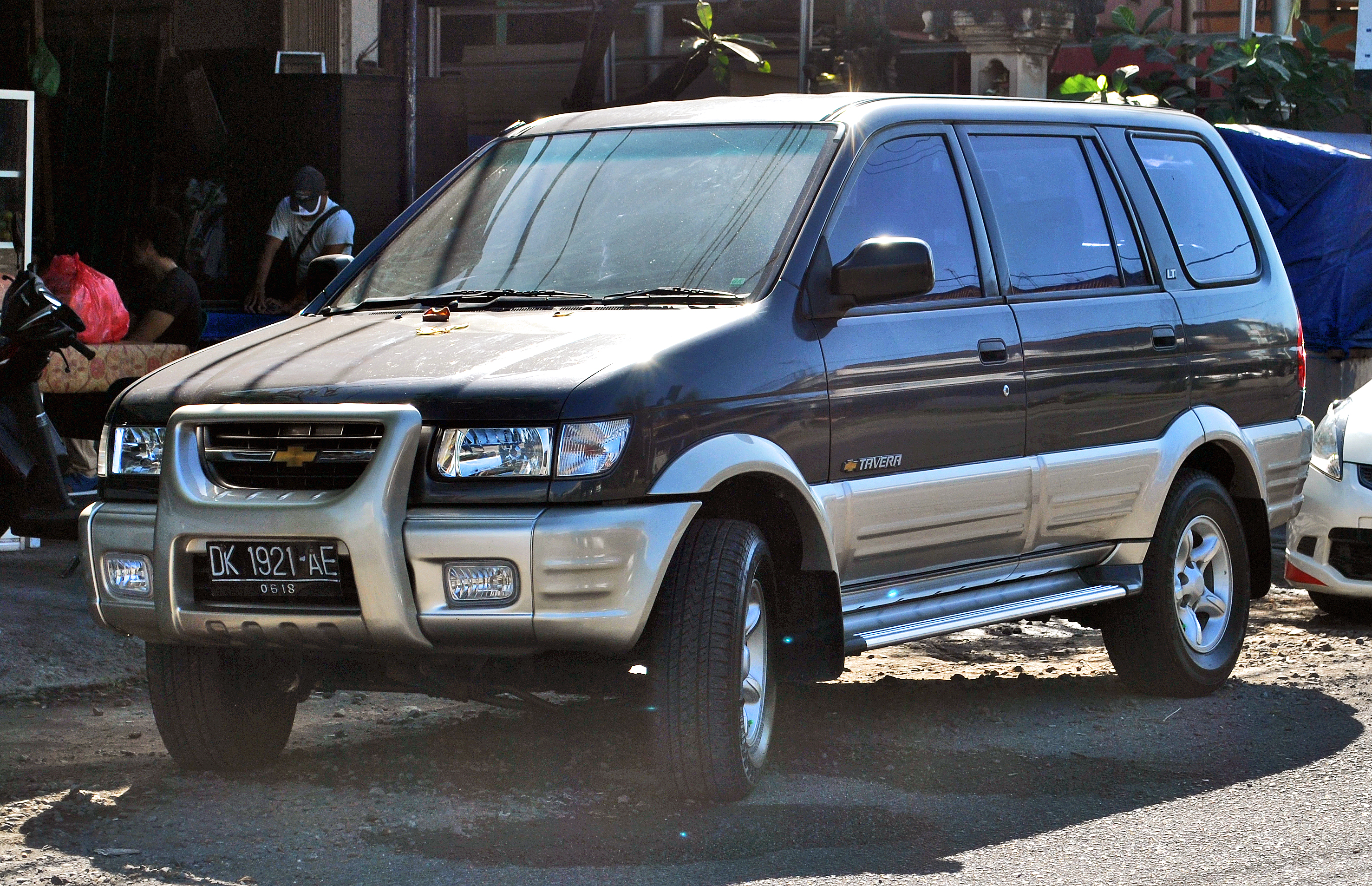
Chevrolet Tavera

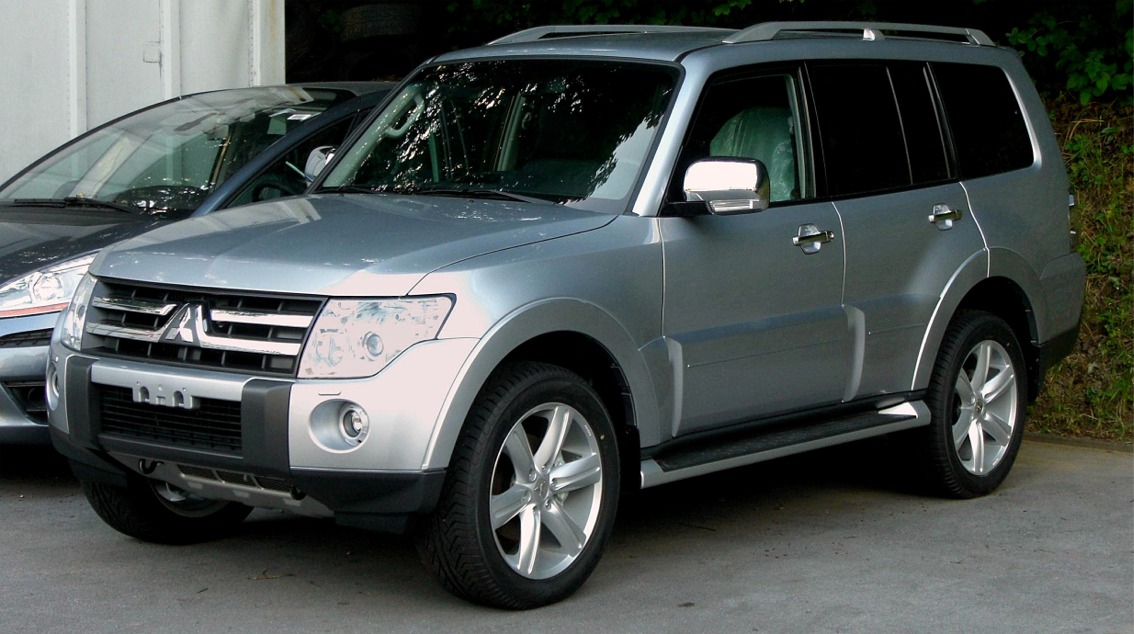
Mitsubishi Pajero

Audi, BMW, Chevrolet (General Motors), Datsun, Fiat, Ford, Honda, Hyundai, Isuzu, Jaguar, Jeep, Land Rover, Mercedes-Benz, MINI, Mitsubishi, Nissan, Renault, Skoda, Suzuki, Toyota та Volkswagen є іноземними автомобільними компаніями, які виробляють і продають свою продукцію в Індії.

### Автомобілі виготовлені або складені в Індії
- Audi India: A3, A4, A6, A8, Q3, Q5, Q7.
- BMW India:[42] 1 Series, 3 Series, 3 Series GT, 5 Series, 7 Series, X1, X3, X5.
- Datsun: Go, Go+, Redi-Go
- Fiat India: Punto, Linea, Avventura, Urban Cross.
- Ford India:[43] Figo, Figo Aspire, Ecosport, Endeavour.
- General Motors India (Chevrolet):[44] Spark, Beat, Aveo U-VA, Sail, Aveo, Optra, Cruze, Tavera.
- Honda Cars India Limited:[45] Brio, Jazz, Amaze, BR-V, City, WR-V.
- Hyundai Motor India:[46] Eon, i10, i20, Xcent, Verna, Elantra, Creta, Tucson.
- Isuzu:[47][48] MU-7, V-Cross.
- Jaguar (дочірня компанія Tata Motors):[49] XE, XF, XJ.
- Jeep India: Compass.
- Land Rover (дочірня компанія Tata Motors):[50]  Discovery Sport, Range Rover Evoque.
- Mercedes-Benz India:[51] A-Class, C-Class, E-Class, GLA-Class, GLE-Class, GLC-Class, S-Class.
- MINI:[52] Countryman.
- Mitsubishi[53] (у співпраці з Hindustan Motors):[54]Pajero.
- Nissan Motor India:[55] Micra, Sunny, Terrano.
- Renault India:[56][57][58] Captur, Duster, Kwid, Lodgy.
- Škoda Auto India:[59][60] Rapid, Slavia, Octavia, Superb, Kodiaq.
- Toyota Kirloskar:[61] Etios Liva, Etios, Corolla Altis, Innova Crysta, Fortuner, Camry.
- Volkswagen India:[62][63] Polo, Vento, Ameo, Tiguan, Passat.

Компанія Opel India Private Limited була присутня в Індії до 2006 року. Починаючи з 2013 року, Opel лише надає запасні частини та послуги з обслуговування автомобілів існуючим власникам автомобілів Opel.

## Основні статистичні дані
| Рік  | Виробництво автомобілів | Зміни,% | Комерційних | Зміни,% | Загалом вироблено транспортних засобів | Зміни,% |
| ---- | ----------------------- | ------- | ----------- | ------- | -------------------------------------- | ------- |
| 2011 | 3,038,332               | 7.3     | 888,185     | 22.42   | 3,926,517                              | 10.4    |
| 2010 | 2,831,542               | 30.17   | 725,531     | 55.58   | 3,557,073                              | 34.7    |
| 2009 | 2,175,220               | 17.83   | 466,330     | -4.10   | 2,641,550                              | 13.25   |
| 2008 | 1,846,051               | 7.74    | 486,277     | -9.99   | 2,332,328                              | 3.35    |
| 2007 | 1,713,479               | 16.33   | 540,250     | -1.20   | 2,253,999                              | 10.39   |
| 2006 | 1,473,000               | 16.53   | 546,808     | 50.74   | 2,019,808                              | 19.36   |
| 2005 | 1,264,000               | 7.27    | 362,755     | 9.00    | 1,628,755                              | 7.22    |
| 2004 | 1,178,354               | 29.78   | 332,803     | 31.25   | 1,511,157                              | 23.13   |
| 2003 | 907,968                 | 28.98   | 253,555     | 32.86   | 1,161,523                              | 22.96   |
| 2002 | 703,948                 | 7.55    | 190,848     | 19.24   | 894,796                                | 8.96    |
| 2001 | 654,557                 | 26.37   | 160,054     | -43.52  | 814,611                                | 1.62    |
| 2000 | 517,957                 | -2.85   | 283,403     | -0.58   | 801,360                                | -2.10   |
| 1999 | 533,149                 |         | 285,044     |         | 818,193                                |         |

| Рік                                  | 2004—2005 | 2005—2006 | 2006—2007  | 2007—2008  | 2008—2009  |
| ------------------------------------ | --------- | --------- | ---------- | ---------- | ---------- |
| Виробництво транспортних засобів     | 8,467,853 | 9,743,503 | 11,087,997 | 10,853,930 | 11,175,479 |
| Доходи промисловості (млн. дол. США) | 24,379    | 26,969    | 30,507     | 32,383     | 33,342*    |
| Експорт (одиниць)                    | 629,544   | 806,222   | 1,011,529  | 1,238,333  | 1,530,660  |
| Експорт (виручка)                    | 1,915     | 2,231     | 2,552      | 3,008      | 3,718*     |

## Обсяг виробництва автомобілів
| Тип транспортного засобу | 2004—2005 | 2005—2006 | 2006—2007  | 2007—2008  | 2008—2009  | 2009—2010  | 2010—2011  |
| ------------------------ | --------- | --------- | ---------- | ---------- | ---------- | ---------- | ---------- |
| Пасажирський транспорт   | 1,209,876 | 1,309,300 | 1,545,223  | 1,777,583  | 1,838,697  | 2,357,411  | 2,987,296  |
| Комерційний транспорт    | 353,703   | 391,083   | 519,982    | 549,006    | 417,126    | 567,556    | 752,735    |
| Триколісний транспорт    | 374,445   | 434,423   | 556,126    | 500,660    | 501,030    | 619,194    | 799,553    |
| Двоколісний транспорт    | 6,529,829 | 7,608,697 | 8,466,666  | 8,026,681  | 8,418,626  | 10,512,903 | 13,376,451 |
| Загалом                  | 8,467,853 | 9,743,503 | 11,087,997 | 10,853,930 | 11,175,479 | 14,057,064 | 17,916,035 |

## Обсяг продажів автомобілів
| Тип транспортного засобу | 2004—2005 | 2005—2006 | 2006—2007  | 2007—2008 | 2008—2009 | 2009—2010  | 2010—2011  |
| ------------------------ | --------- | --------- | ---------- | --------- | --------- | ---------- | ---------- |
| Пасажирський транспорт   | 1,061,572 | 1,143,076 | 1,379,979  | 1,549,882 | 1,552,703 | 1,951,333  | 2,520,421  |
| Комерційний транспорт    | 318,430   | 351,041   | 467,765    | 490,494   | 384,194   | 532,721    | 676,408    |
| Триколісний транспорт    | 307,862   | 359,920   | 403,910    | 364,781   | 349,727   | 440,392    | 526,022    |
| Двоколісний транспорт    | 6,209,765 | 7,052,391 | 7,872,334  | 7,249,278 | 7,437,619 | 9,370,951  | 11,790,305 |
| Загалом                  | 7,897,629 | 8,906,428 | 10,123,988 | 9,654,435 | 9,724,243 | 12,295,397 | 15,593,156 |

## Обсяг експорту автомобілів
| Тип транспортного засобу | 2004—2005 | 2005—2006 | 2006—2007 | 2007—2008 | 2008—2009 | 2009—2010 | 2010—2011 |
| ------------------------ | --------- | --------- | --------- | --------- | --------- | --------- | --------- |
| Пасажирський транспорт   | 166,402   | 175,572   | 198,452   | 218,401   | 335,739   | 446,145   | 453,479   |
| Комерційний транспорт    | 29,940    | 40,600    | 49,537    | 58,994    | 42,673    | 45,009    | 76,297    |
| Триколісний транспорт    | 66,795    | 76,881    | 143,896   | 141,225   | 148,074   | 173,214   | 269,967   |
| Двоколісний транспорт    | 366,407   | 513,169   | 619,644   | 819,713   | 1,004,174 | 1,140,058 | 1,539,590 |
| Загалом                  | 629,544   | 806,222   | 1,011,529 | 1,238,333 | 1,530,660 | 1,804,426 | 2,339,333 |